# Poezja lagrowa
Poezja lagrowa (poezja obozowa) – wiersze, które pisane były przez więźniów niemieckich obozów koncentracyjnych i ośrodków zagłady (Auschwitz-Birkenau, Majdanek, Ravensbrück, Bergen-Belsen, Mauthausen i innych), a także hitlerowskich więzień (Pawiak, Zamek w Lublinie, Pińczów). W Polsce poezja lagrowa jest też określana mianem literatury pieców krematoryjnych lub literatury czasów pogardy.

## Autorzy poezji lagrowej
Alfabetyczny spis autorów poezji obozowej i więziennej:
| - Bronisława Brzoska - Borowski Tadeusz - Michał Browicz - Braun Pola - Bromowiczowa Teresa - Chrostowska Grażyna - Cieniak Mieczysław - Ćwierk Konstanty - Filarski Zbigniew - Golczowa Halina - Górska-Romanowicz Zofia - Grochowska-Abramowicz Zofia - Gruszczyński Józef - Hołuj Tadeusz - Horodyska Maria - Iwanicka Zofia - Jasielska Jadwiga - Jeleń-Chroń Róża - Kociubska Maria - Lapusz Kazimierz | - Pannenkowa Irena - Paszkowski Kazimierz - Piekarczyk Zenaida - Pociłowska-Kann Zofia - Polak Edmund - Popowska Elżbieta - Przeczek Gustaw - Racina-Zabłocka Monika - Rutkowska-Kurcjuszowa Maria - Serafin Cezary Józef - Stefaniszyn Janina - Tarasiewicz Krystyna - Timofiejew Grzegorz - Trejta Zofia - Wójtowicz Kazimierz - Wnuk Włodzimierz - Wróblewski Zdzisław - Wygodzki Stanisław - Żywulska Krystyna |

## Utwory
Tomiki poezji lagrowej:
- Bronisława Brzoska Potulicka poezja lagrowa, Nowa Ruda 2014
- Chrostowska, Grażyna: Jakby minęło już wszystko, Lublin 2002
- Harsdorf-Bromowiczowa, Teresa: Utwory zebrane; Nowy Sącz 2003
- Kiedrzyńska W., Pannenkowa I., Sulińska E: Ravensbrück. Wiersze obozowe. Wciąż stoję w ogniu; Warszawa 1961
- Przeczek, Gustaw: Serce na kolczastych drutach. Wiersze z obozu koncentracyjnego Mauthausen-Gusen; Czeski Cieszyn, 1946
- Rutkowska, Maria: Listy niewysłane z Ravensbrück (1941–1945); Londyn 1947
- Timofiejew, Grzegorz: Wysoki płomień. Wiersze z konspiracji i obozu; 1946
- Wygodzki, Stanisław: Pamiętnik miłości; Warszawa 1948
- Żywulska,Krystyna: Wiersze oświęcimskie; Warszawa 1946

Utwory zebrane:
- Aby świat się dowiedział… Nielegalne dokumenty z obozu Ravensbrück; Wydawnictwo Państwowego Muzeum w Oświęcimiu 1980
- Czy jest nadzieja? Gibt es noch Hoffnung? Wiersze polskie z Bergen-Belsen. Zebrał i opracował Karl Liedke; Rada Ochrony Pamięci Walk i Męczeństwa, Warszawa 2007
- Mielniczuk-Pastoors, Anna: Maria Rutkowska-Kurcjuszowa. De Profundis Clamavi. Gedichte; Plöger, 1994
- Murawska-Gryń, Zofia: Pieśni zza drutów. Wiersze, pieśni i piosenki powstałe w obozie koncentracyjnym na Majdanku; Towarzystwo Opieki nad Majdankiem. Lublin 1985
- Strzelewicz, Konrad: Polskie wiersze obozowe i więzienne 1939–1945 w archiwum Aleksandra Kulisiewicza.; Krajowa Agencja Wydawnicza w Krakowie
- Szczawiej, Jan: Antologia Polskiej Poezji Podziemnej 1939–1945; Wspólna Sprawa - Wydawnictwa Oświatowe, 1957
- Szczawiej, Jan: Poezja Polski Walczącej 1939–1945. Antologia, t. I–II; Warszawa, 1974
- Wińska, Urszula: Zwyciężyły wartości. Wspomnienia z Ravensbrück
- Zych, Adam A. (wybór i oprac.): Na mojej ziemi był Oświęcim…Oświęcim w poezji współczesnej, Wydawnictwo Państwowego Muzeum w Oświęcimiu, Oświęcim 1987, cz. 1, 1993, cz. 2.
- Zych, Adam A. Mueller-Ott, Dorothea (Ausgewählt und herausgegeben): Auschwitz Gedichte, Verlag  Staatliches Museum in Oświęcim, 1993, dodruk 1998, nowe wyd. 2001, 2 tomy.
- Zych, Adam A. (ed.), The Auschwitz Poems. An Anthology. Auschwitz-Birkenau State Museum, Oświęcim 1999, wyd. 2. 2011.
- Rudak, Eulalia: Ślad życia – wiersze poetek w pasiakach; Fundacja Moje Wojenne Dzieciństwo, Warszawa 2000
- Wiersze zza drutów. Wiersze Wybrane; wydane przez Klub Mauthausen-Gusen w związku z 50. rocznicą wyzwolenia z hitlerowskich obozów koncentracyjnych; Warszawa, maj 1995